# Raoul
Rareș Cornel Borlea (n. 5 ianuarie 1979, Turda, România) cunoscut ca Raoul, este un cântăreț, compozitor, textier, scriitor și actor român. Și-a început cariera în anul 2000, având peste 29 de turnee în SUA și peste 300 de turnee în întreaga lume. A devenit un nume sonor în România odată cu începutul colaborării cu Mirabela Dauer, alături de care a cântat și pentru care a scris 6 albume de autor, muzică și versuri. Și-a câștigat un mare public internațional în urma colaborării cu marea cântăreață Neda Ukradren.
A avut o colaborare muzicală inedită cu maestrul Dumitru Fărcaș, la realizarea albumului de colinde și cântece de iarnă Scrisori către cer (versuri și muzică scrise de Raoul pentru Viorica Macovei).
A prezentat emisiuni la mai multe posturi de televiziune: Oala sub presiune la TVR 2 (alături de Marina Almășan), Matinal Favorit și Familia Favorit la Favorit Tv.
A scris și publicat la Editura Coresi primul volum de poezii Tot ce nu ți-am spus în noiembrie 2019.
În anul 2016 a câștigat Premiul de Excelență Revelația Anului 2015 al Revistei Actualitatea Muzicală. Este membru al Uniunii Compozitorilor și Muzicologilor din România din anul 2004.

După multe controverse, Raoul a recunoscut în 2016 că este împreună cu Jaqueline Mates.

## Publicații
- Tot ce nu ți-am spus - Editura Coresi, 2019[19][20]

„Raoul (Rareș Borlea), cel cu ,,plânsete mute și multe dureri, și cu ziua de azi începută de ieri’’, este, după părerea mea, o figură proteică, crepusculară, donquijotescă, care zboară temerar prin pulberea aurie a iubirilor-de-orice-fel, având ca armă o peniță, iar pavăză, propriile amintiri. Lucidă, poezia lui ne adună, laolaltă cu el, și pe noi, cu toate nemărturisitele noastre povești și nespusele noastre cuvinte, așa încât lașitatea noastră devine virtutea și măreția lui.”—Horațiu Mălăele
Pentru volumul Tot ce nu ți-am spus au mai scris prefațe și Maia Morgenstern, Teo Trandafir, General-locotenent Cătălin Zisu sau Corina Chiriac.

#### Apariții în alte publicații
- Metamorfoză, antologie lirică (volumul 6), Editura ANAMAROL - 2019 | ISBN 978-606-640-349-8
- Metamorfoză, antologie lirică (volumul 7), Editura ANAMAROL -2019 | ISBN 978-606-640-350-4

## Albume
1. Raoul (album de debut) - Zoom Studio, 2003
2. Da-mi mâna ta- Roton, 2004
3. Deschideți poartă raiului - Roton, 2004
4. Dar din Rai (feat. Mirabela Dauer) - Zoom Studio, 2005
5. Lângă inima ta - Roton, 2006
6. Suflet de Rai - Big Man, 2008
7. Emotii - Big Man, 2008
8. Egoist - Big Man, 2009
9. De ziua ta - Big Man, 2011
10. Îți mulțumesc (feat. Mirabela Dauer) - Big Man, 2012
11. Balkanic - Big Man, 2013
12. Am împărțit o lacrimă - Big Man, 2015
13. Aș vrea să-mi dai inima ta (feat. Mirabela Dauer) - Zoom Studio, 2005
14. Floare Albă, Floare Albastră (feat. Mirabela Dauer) - Euromusic, 2007
15. Pentru inima mea (feat. Mirabela Dauer) - Zoom Studio, 2009
16. În brațele tale (feat. Mirabela Dauer) - Zoom Studio, 2011
17. Nopți Albastre (feat. Mirabela Dauer) - Big Man, 2016
18. Stele de gheață -Big Man, 2014
19. În brațele tale - Big Man, 2016
20. Charisma - Big Man, 2018
21. O inima ca a mea - Big Man, 2018
22. Luna de cristal - Big Man, 2020
23. Cele mai frumoase melodii (2000 - 2020), 2020
24. Tot ce nu ți-am spus (volum de poezii audio integral, recitat de autor), 2020
25. Nu-mi dau anii" Big Man, 2022
26. ''Pentru iubirea ta'' 2023
27. Asta E Big Man,2024

#### Alte colaborări (albume de autor)
1. Colinde pentru România, vol I - Big Man, 2010
2. Colinde pentru România, vol II - Big Man, 2015
3. Scrisori către cer (feat. Viorica Macovei) - Big Man, 2013
4. Visul Meu (feat. Abigail) - Big Man, 2013
5. Cele mai frumoase melodii scrise de Raoul pentru Mirabela Dauer, 2020

## Interviuri
Un interviu cu un romantic incurabil: Raoul, femeiastie.ro, 15 mai 2012 
Rareș Borlea- Raoul: „O femeie obține nota zece mult mai repede decât un bărbat.”,  femeide10.ro, 13 septembrie 2016
Adevărul despre relația dintre Mirabela Dauer și Raoul! Interviu, 27 august 2018
VIDEO: Teo Show (17.06.2019) - Raoul, prietenie cu Zorica Savu, ciocarlia Banatului!
VIDEO: Raoul, sef de santier la propria casa!, Teo Show,16 septembrie 2019